# General Dynamics F-111 Aardvark

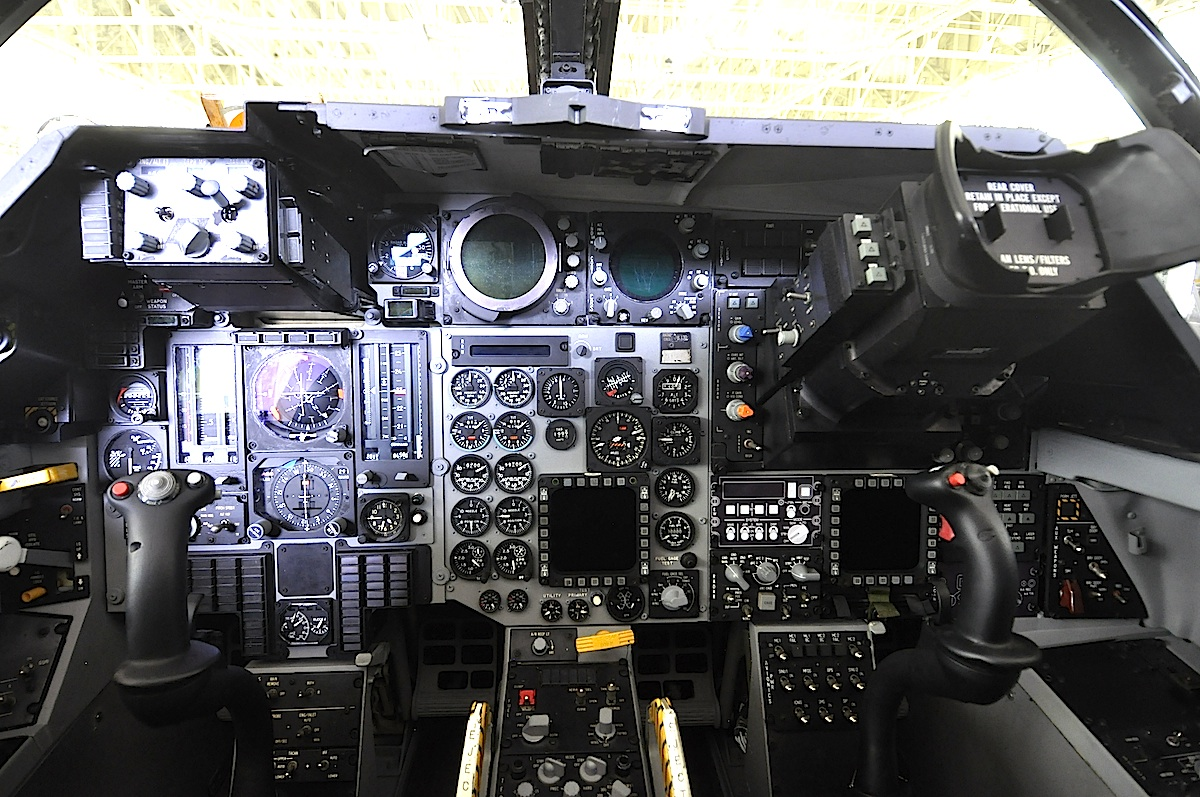
Cockpit av General Dynamics F-111C

General Dynamics F-111 Aardvark var ett amerikanskt attackflygplan som ursprungligen avsågs att användas inom såväl USA:s flotta som flygvapen. Det var världens första serietillverkade flygplan med ställbara vingar, så kallad variabel vinggeometri: vingarna framåtsvepta för högre lyftkapacitet vilket möjliggör lägre hastighet vid start och landning och därmed kortare rullbanor, samt vingarna bakåtsvepta för minimalt luftmotstånd vid högra hastigheter. 
Dålig planering gjorde emellertid att planerna på att anpassa detta tunga landbaserade plan för hangarfartygsbasering till flottan aldrig kom att fullföljas. Planet var även för stort och tungt för att kunna rangeras på hangarfartyg. En unik detalj med flygplanet är den så kallade "kassett" som de båda piloterna sitter i. Denna "kassett" kan skjutas ut från resten av flygplanet vid ett nödläge. Flygplanet användes när Khadaffis palats i Libyen bombades den 14 april 1986.
Totalt byggdes 563 F-111, varav ett antal exporterades till Australien. 

## Varianter

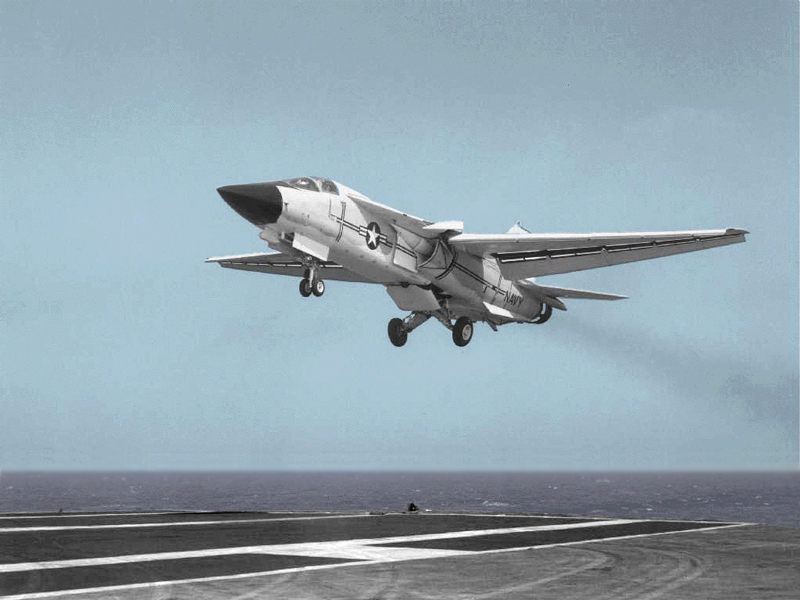
En General Dynamics F-111B kommer in för landning på hangarfartyget i juli 1968.

### F-111A
F-111A var den ursprungliga produktionsvarianten av F-111. Tidigt A-modeller som använde TF30-P-1 motorn. De flesta A-modellerna använde TF30-P-3-motor med 53 kN dragkraft och 82 kN med efterbrännkammare och Triple Plow I variabla luftintag, vilket ger en maximal hastighet av Mach 2,3 (2 430 km/h) på hög höjd. Den varianten hade en maximal startvikt på 42 000 kg och en tomvikt på 20 500 kg. A-modellens Mark I avionikutrustning inkluderade en General Electric AN/APQ-113 attackradar tillsammans med en separat Texas Instruments AN/APQ-110 terrängföljande radar och ett Litton AJQ-20 tröghetsnavigeringsystemet. Den terrängföljande radarn var integrerad med autopiloten vilket möjliggjorde flygning i höghastighet ner till höjder på 60 meter.
Den totala produktionen av F-111A var 158 stycken, inklusive 17 förproduktionsflygplan som senare modifierades till produktionsstandard. Sammanlagt 42 F-111A konverterades till EF-111A Ravens för användning som telekrigsplan. 1982 såldes fyra överlevande F-111A till Australien som ersättare för utslitna plan och modifierade till F-111C utförande.

### F-111B
F-111B var ett jaktplan som utvecklades för användning ombord på amerikanska flottans hangarfartyg. Flottan behövde ett jaktplan som kunde utrustas med en kraftig radar med lång räckvidd, hög hastighet, lång räckvidd och möjlighet att bära tunga jaktrobotar med lång räckvidd och hög hastighet. F-111B skulle ha samma flygkropp som F-111A men med en 2,59 meter kortare nos för att rymmas i hissarna ombord på hangarfartygen och större vingspann för att öka uthålligheten under jaktpatruller. Flygplanet skulle utrustas med den kraftiga  AN/AWG-9 pulsdopplerradarn och jaktroboten AIM-54 Phoenix, två av robotarna skulle bäras i bombrummet i buken. Utvecklingen av F-111B avbröts 1968 på grund av vikt- och prestandaproblem, flottans ersättare kom att bli Grumman F-14 Tomcat som använde samma radar, motorer variabel vinggeometri och jaktrobot. F-14 kan således till stor del ses som en version av F-111B.

### F-111C
F-111C är en exportvariant som såldes till Australien som kombinerade F-111A med de längre vingarna från F-111B och de förstärkta landställen från FB-111A. Australien beställde 24 stycken F-111C 1966, som efter förseningar togs i tjänst 1973. Fyra flygplan konverterades till RF-111C spaningsflygplan 1979-80. Australien köpte också fyra före detta USAF F-111A och konverterade dem till C-standard för att ersätta uttjänta flygplan. Den sista F-111C togs ur tjänst i december 2010.

### F-111D
F-111D var en uppgraderad variant av F-111A som beställdes 1967 och levererades mellan 1970 och 1973. Varianten hade kraftfullare motorer, omkonstruerade luftintag och Mark II avionikutrustning samt förmåga att medföra semiaktiva jaktrobotar. F-111D kunde även användas för jaktuppdrag/interceptor. Totalt 96 flygplan levererades till 27th TFW baserade på Cannon AFB, New Mexico, som kom att bli den enda användaren av varianten. Mark II avioniken var uppbyggd med mikroprocessorer vilket erbjöd kraftigt utökad prestanda men också stora problem med tillförlitligheten.

### F-111E
F-111E var en förenklad interimsvariant som beställdes 1968 efter att förseningarna med F-111D hade börjat visa sig. Man behöll motorn och avionikutrustningen från F-111A men använde luftintagen från F-111D. I övrigt gjordes mindre ändringar. Totalt levererades 94 stycken mellan 1969 och 1971, samtliga togs ur tjänst 1995.

### F-111F
F-111F var den slutgiltiga versionen som utvecklades för Tactical Air Command, den beställdes 1969 och totalt 106 stycken levererades mellan 1970 och 1976. Versionen använde den moderna men billigare Mark IIB avioniksystemet, som använde delar av den problematiska Mark II systemet från F-111D och delar av systemet från FB-111A. Uppgradera motorer gav 35 procent högre dragkraft men ändå lägre bränsleförbrukning. Planet kunde också medföra en stor mängd jaktrobotar vid behov. Från det strategiska bombplanet kom en modifierad version av radarn AN/APQ-144 och den terrängfäljanderadarn AN/APQ-146

### F-111K
F-111K beställdes av Storbritannien som en ersättare till BAC TSR-2 som hade avbeställts 1965 på grund av ökande kostnader. Totalt beställdes 50 F-111K i februari 1967 som senare skulle komplementeras med AFVG som var ett franskt-brittiskt attackflygplan med ställbara vingar under utveckling som senare skrotades. F-111K baserades F-111A med de längre vingarna från F-111B, de kraftigare landställen från FB-111A och Mark II avioniken från F-111D. I januari 1968 avbeställde Storbritannien orden på F-111K på grund av högre kostnader tillsammans med devalveringen av pundet.

### FB-111A/F-111G

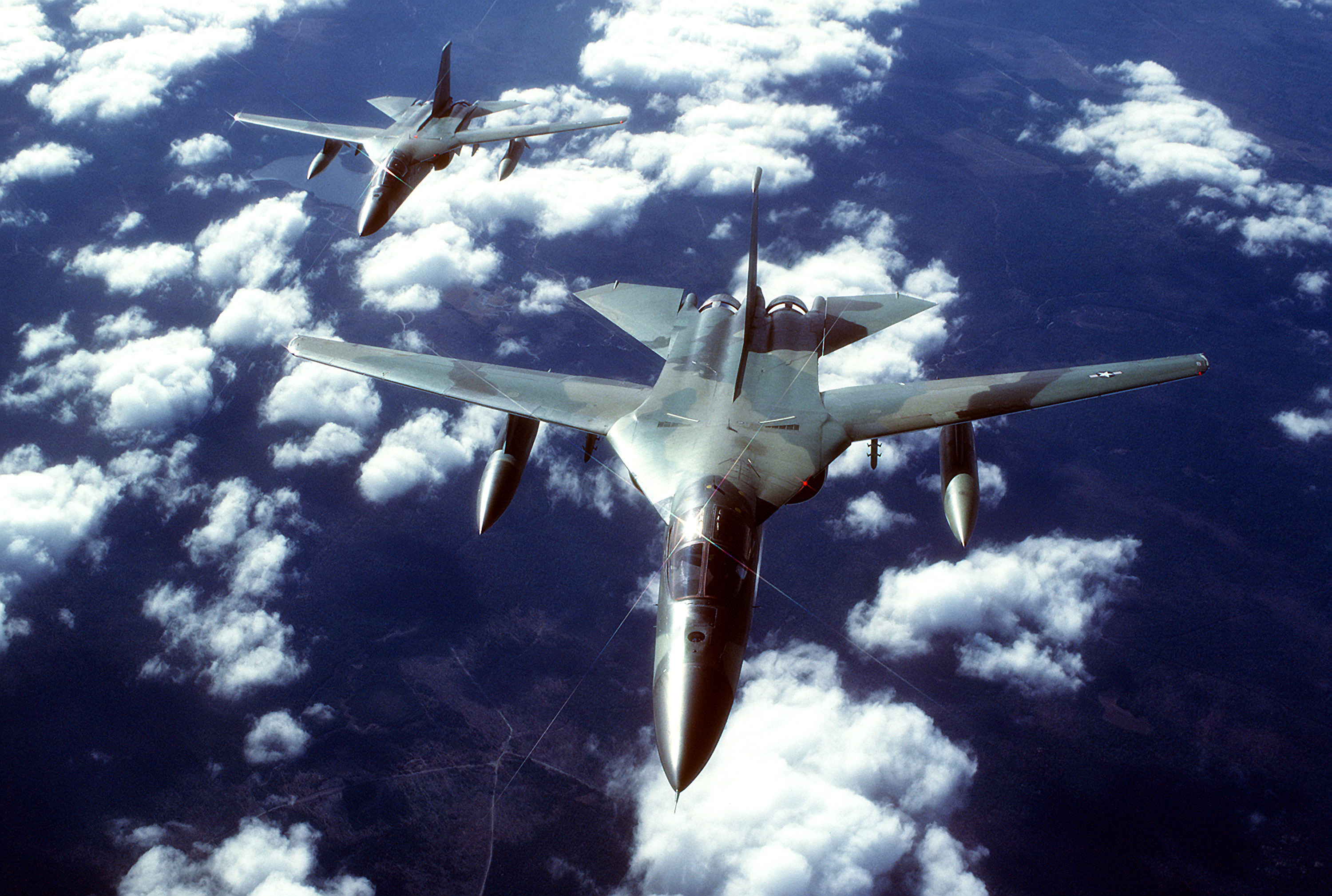
Två FB-111A i formation, med fälltankar under de yttre vingpylonerna.

FB-111A var ett strategiskt bombplan för Strategic Air Command. Då utvecklingen av B-1 gick långsamt och man hade farhågor om utmattning i delar av planen i SAC:s flotta av B-52'or så sökte man efter en snabb interimslösning. 1965 valdes FB-111A att ersätta Convair B-58 Hustler och äldre modeller av B-52. 1968 var planen att köpa 263 stycken vilket reducerades till 76 stycken 1969. Det första produktions flygplanet flög 1968 och leveranserna avslutades 1971. FB-111A använde de längre vingarna från F-111B för bättre räckvidd och last. Flygkroppen förlängdes med 63 cm, bränslekapaciteten ökades med 2214 liter och landställen förstärktes för att klara av den större maxvikten på 54 105 kg. Flygplanet hade Triple Plow II luftintag och TF30-P-7 motorer med 56 kN dragkraft och 90 kN dragkraft med efterbrännkammare. Avioniken SAC Mark IIB bestod av en uppgraderad radar från F-111A tillsammans med komponenter som användes till F-111D's system som datorer och displayer. Beväpningen utgjordes primärt av två stycken AGM-69 SRAM i bomrummet samt ytterligare fyra på vingpylonerna, frifallande kärnvapenbomber var också ett vanligt beväpningsalternativ.
När B-1B Lancer togs i tjänst blev FB-111A överflödiga. Med början 1989 konverterades 34 stycken FB-111A till F-111G för taktisk användning. När SAC upphörde överfördes de kvarvarande FB-111A och F-111G till Air Combat Command där dom främst användes till träning. FB-111A togs ur tjänst 1991 och F-111G togs ur amerikansk tjänst 1993, samma år så såldes 15 F-111G till Australien som tog dem ur tjänst 2007.

### EF-111A Raven
För att ersätta de åldrande EB-66 beställde man från Grumman konverteringen av 42 stycken F-111A till telekrigsplan. Den visuella skillnaden utgjordes av en kapsel på toppen av stjärtfenan för en AN/ALQ-99 störsändare. EF-111A togs ur tjänst i maj 1998.